# Bringing It All Back Home
Bringing It All Back Home är ett musikalbum av Bob Dylan, utgivet i mars 1965. Här hade Dylan bytt ut den akustiska gitarren mot elgitarr på de sju första spåren, för att sedan gå över till akustisk på de fyra sista spåren. Bytet till elförstärkning väckte starka reaktioner inom folkmusikgenren. Albumets inledande spår, "Subterranean Homesick Blues" blev en hitsingel i både USA och Storbritannien. Även "Maggie's Farm" släpptes som singel från albumet.
Albumet nådde sjätteplatsen på Billboards albumlista vilket markerade Dylans första topp 10-placering i USA. Tidningen Rolling Stone utnämnde 2003 albumet till det 31:a bästa genom tiderna.

## Omslaget
Albumets omslag, som fotograferades av Daniel Kramer, visar Bob Dylan sittande i en soffa omgiven av en konstig ljuskrans som omsluter honom likt ett öga. Han stirrar rakt i kameran med kall blick och har en katt sittande i sitt knä. Bakom honom sitter hans manager Albert Grossmans fru, Sally Grossman med en cigarett i ena handen. Runt omkring dem ligger diverse tidskrifter och skivomslag. Mest märkt har väl omslaget till Another Side of Bob Dylan blivit. Det var Dylans förra skiva som i stort sett bara innehåller akustiska låtar. Omslaget ligger bakom de båda personerna på bilden och ska då betyda att Dylan har lagt tiden som protestsångare bakom sig och numera riktar sig mot rock och bluesmusiken. Bland de utspridda LP-skivorna syns också albumet Keep On Pushing med The Impressions.
Manschettknapparna Dylan har på ärmarna ska vara en gåva från Joan Baez.

## Låtlista
Låtarna skrivna av Bob Dylan.

### Sida 1
1. "Subterranean Homesick Blues" - 2:21
2. "She Belongs to Me" - 2:47
3. "Maggie's Farm" - 3:54
4. "Love Minus Zero/No Limit" - 2:51
5. "Outlaw Blues" - 3:05
6. "On the Road Again" - 2:35
7. "Bob Dylan's 115th Dream" - 6:30

### Sida 2
1. "Mr. Tambourine Man" - 5:30
2. "Gates of Eden" - 5:40
3. "It's Alright, Ma (I'm Only Bleeding)" - 7:29
4. "It's All Over Now, Baby Blue" - 4:12

## Listplaceringar
- Billboard 200, USA: #6[2]
- UK Albums Chart, Storbritannien: #1[3]